# Apogonia polita
Apogonia polita är en skalbaggsart som beskrevs av Waterhouse 1877. Apogonia polita ingår i släktet Apogonia och familjen Melolonthidae. Inga underarter finns listade i Catalogue of Life.